# Adwen AD 8-180
L'Adwen AD 8-180 est une éolienne de très grande taille, destinée aux parcs en mer. Elle doit notamment équiper les parcs de Noirmoutier, de Saint-Brieuc et du Tréport, ainsi qu'un parc allemand. Développée par ADWEN, coentreprise de Gamesa et Areva, elle sera construite en Espagne,. Les pales sont produites par LM Wind Power au Danemark.